# Ladislav Rygl, Sr.
Ladislav Rygl, Sr., född 16 juli 1947 i Polubný i Liberec, död 30  november 2024, var en tjeckisk nordisk kombinationsåkare som tävlade för Tjeckoslovakien under sent 1960-tal och tidigt 1970-tal. Han tog individuellt guld vid världsmästerskapen 1970 i Vysoké Tatry.
Rygls son, Ladislav Jr., tävlade internationellt i nordisk kombination åren 1995–2006.